# Адела Трирская
Адела Трирская (Адула; ок. 660 — 24 декабря 735, Трир, Епархия Трира) — аббатиса, святая Католической церкви (день памяти — 24 декабря).

## Биография
Дочь святого короля франков Дагоберта II и сестра святых Плектруды и Ирмины (по иным сведениям — дочь святой Ирмины и сенешаля и пфальцграфа Гугоберта), святая Адела родилась около 660 года в районе Мозеля и Мааса. Она вышла замуж за благородного человека по имени Эд и родила ему сына Альберика. Её муж скончался через несколько лет после женитьбы. Несмотря на многочисленные предложения, Адела отказалась от повторного брака и около 700 года основала монастырь в Палатиоле (Palatiolum) на землях, расположенных неподалёку от Трира. На этом месте впоследствии образовался город Пфальцль, земля Рейнланд-Пфальц. В тех же краях святая Адела скончалась 24 декабря 735 года.
Её внук, сын Альберика Григорий, стал епископом Утрехтским.